# At-Tabqas militära flygplats
at-Tabqas militära flygplats ligger i Syrien, i provinsen Dayr az-Zawr, i den östra delen av landet, 400 kilometer öster om huvudstaden Damaskus.